# منتخب نيجيريا لاتحاد الرغبي
منتخب نيجيريا لاتحاد الرغبي هو ممثل نيجيريا الرسمي في المنافسات الدولية في اتحاد الرغبي .